# First United States Army
Die First United States Army (deutsch 1. US-Armee) ist ein Großverband der US Army. Sie ist verantwortlich für die Ausbildung und Mobilisierung der Army National Guard und der Army Reserve in den Vereinigten Staaten.

## Organisation
Das Hauptquartier der 1st US Army befindet sich gegenwärtig im Rock Island Arsenal, Illinois. Sie hat zwei Unterkommandos, die First Army, Division East in Fort George G. Meade, Maryland, mit dem Zuständigkeitsbereich für alle Bundesstaaten östlich des Mississippi und die First Army, Division West in Fort Hood, Texas, mit dem Zuständigkeitsbereich für alle Bundesstaaten westlich des Mississippi. Derzeitiger Kommandierender General ist Major General William A. Ryan III.

## Geschichte

### Erster Weltkrieg und Zwischenkriegszeit
Die 1st US Army wurde am 10. August 1918 in Frankreich als Teil der AEF unter dem Kommando von General John J. „Black Jack“ Pershing aktiviert. Am 30. August übernahm sie das Kommando über den Frontabschnitt von Port-sur-Seille östlich der Mosel bis nach Watronville, 11 Kilometer südöstlich von Verdun. In den folgenden Monaten war die Armee an der Schlacht von St. Mihiel und an der Maas-Argonnen-Offensive beteiligt. Im Oktober 1918 übernahm Hunter Liggett das Kommando.
Nach dem Kriegsende und einigen Monaten Dienst als Besatzungsarmee in Deutschland wurde sie am 20. April 1919 deaktiviert.
1933 wurde die 1st US Army in Fort Jay (Governors Island, New York) als Trainingsarmee reaktiviert.

### Zweiter Weltkrieg

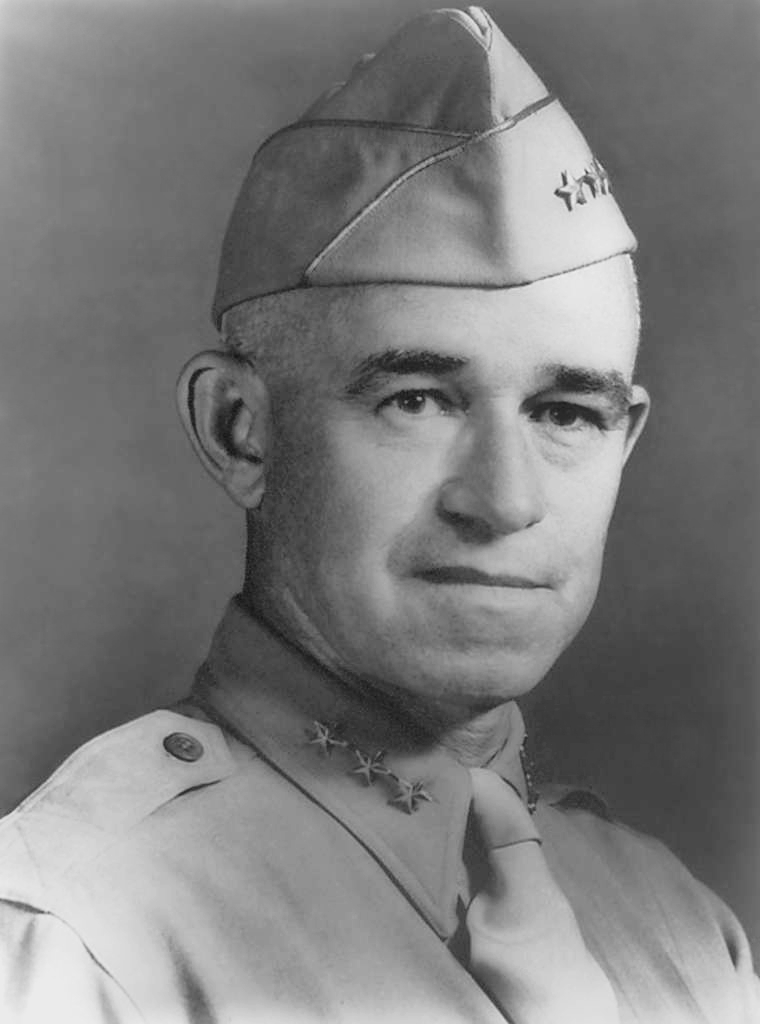
General Omar N. Bradley

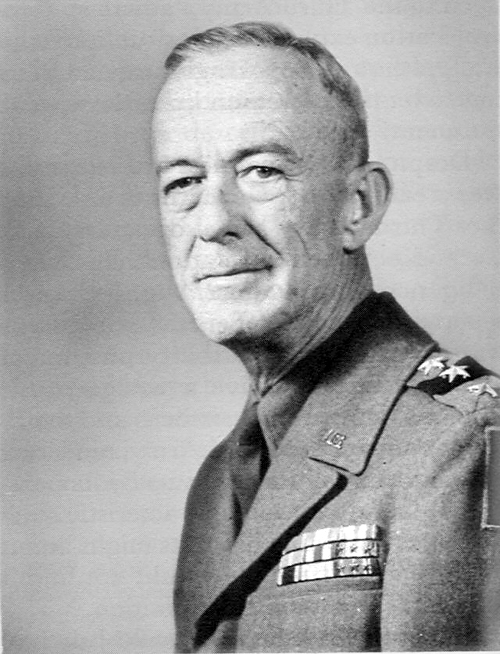
Generalleutnant Courtney H. Hodges

Nach dem Kriegseintritt der USA wurde die 1st US Army nach England verlegt. Das Kommando übernahm 1944 General Omar N. Bradley. (Daneben entstand unter dem Kommando von General Patton die fiktive 1st US Army Group zur Vortäuschung eines Invasionsvorhabens über den Pas de Calais.) Sie kam erstmals am 6. Juni 1944, im Rahmen der Operation Overlord zum Einsatz, als ihre Einheiten an den Strandabschnitten Utah und Omaha landeten. Zu dieser Zeit gehörte sie zur 21st Army Group unter dem Kommando des britischen Generals Montgomery. In den folgenden Wochen dehnten die Einheiten der 1st US Army den Normandie-Brückenkopf – gemeinsam mit britischen und kanadischen Einheiten – in schweren Kämpfen mit deutschen Einheiten schrittweise aus.
Ende Juli gelang der 1st US Army mit der Operation Cobra der Ausbruch aus dem Normandie-Brückenkopf. Dies war der Auftakt für den schnellen Vormarsch der alliierten Armeen bis nach Belgien und zur Grenze des Deutschen Reiches. Nach der Operation Cobra wurden die 1st und 3st US Army unter das Kommando der neu gebildeten 12nd US Army Group gestellt, deren Kommando der bisherige Befehlshaber der 1st US Army, General Bradley, übernahm. Der neue Kommandeur der 1st US-Armee wurde General Courtney Hodges.
Im Oktober und November 1944 befreite die 1. US Army die belgische Stadt Lüttich und eroberte die erste deutsche Großstadt Aachen und verteidigte Ende 1944 einen langen Frontabschnitt in den Ardennen, in dem die deutsche Seite im Dezember die Ardennenoffensive einleitete. Nach deren Abwehr drang die Armee ins Rheinland vor und überquerte im März den Rhein bei Remagen.
Ende März 1945 wurde zusammen mit der 3rd US Army unter General George S. Patton Kassel erobert. Anfang April folgte die Stadt Nordhausen und das nordwestlich gelegene Konzentrationslager Dora-Mittelbau, in dem die V2-Rakete produziert wurde. Die sog. Harzfestung im Norden von Nordhausen wurde umgangen, die 1st US Army stieß über Halle (Saale) nach Osten vor und besetzte am 18. April Leipzig.
Der erste Kontakt mit den sowjetischen Truppen wurde am 25. April an der Elbe bei Strehla erreicht, bei Torgau trafen dann Soldaten der 1st US Army (69th US-Division) auf Einheiten (58. Garde-Division) der sowjetischen 5. Gardearmee und drängten damit die Front der deutschen Heeresgruppe Mitte nach Süden ab. Ende April 1945 wurde auch bei Dessau die Verbindung mit der Roten Armee hergestellt.

## Liste der Kommandeure
| Dienstgrad      | Name                    | Beginn der Berufung  | Ende der Berufung |
| --------------- | ----------------------- | -------------------- | ----------------- |
| General         | John J. Pershing        | 1918                 | 1918              |
| Generalleutnant | Hunter Liggett          | 1918                 | 1919              |
| Generalmajor    | Dennis E. Nolan         | 1932                 | 1936              |
| Generalmajor    | Fox Conner              | 1936                 | 1938              |
| Generalmajor    | Frank Ross McCoy        | 1938 (kommissarisch) |                   |
| Generalmajor    | James K. Parsons        | 1938 (kommissarisch) |                   |
| Generalleutnant | Hugh A. Drum            | 1938                 | 1943              |
| Generalleutnant | George Grunert          | 1943                 | 1944              |
| Generalleutnant | Omar N. Bradley         | 1944                 |                   |
| General         | Courtney H. Hodges      | 1944                 | 1949              |
| Generalmajor    | Roscoe B. Woodruff      | 1949 (kommissarisch) |                   |
| General         | Walter Bedell Smith     | 1949                 | 1950              |
| Generalmajor    | Roscoe B. Woodruff      | 1950 (kommissarisch) |                   |
| Generalleutnant | Willis D. Crittenberger | 1950                 | 1952              |
| Generalleutnant | Withers A. Burress      | 1953                 | 1954              |
| Generalleutnant | Thomas W. Herren        | 1954                 | 1957              |
| Generalleutnant | Blackshear M. Bryan     | 1957                 | 1960              |
| Generalleutnant | Edward J. O’Neill       | 1960                 | 1962              |
| Generalleutnant | Garrison H. Davidson    | 1962                 | 1964              |
| Generalleutnant | Robert W. Porter, Jr.   | 1964                 | 1965              |
| Generalleutnant | Thomas W. Dunn          | 1965                 | 1966              |
| Generalleutnant | William F. Train        | 1966                 | 1967              |
| Generalleutnant | Jonathan O. Seaman      | 1967                 | 1971              |
| Generalleutnant | Claire E. Hutchin, Jr.  | 1971                 | 1973              |
| Generalleutnant | Glenn D. Walker         | 1973                 | 1974              |
| Generalleutnant | James G. Kalergis       | 1974                 | 1975              |
| Generalleutnant | Jeffrey G. Smith        | 1975                 | 1979              |
| Generalleutnant | John F. Forrest         | 1979                 | 1981              |
| Generalleutnant | Donald E. Rosenblum     | 1981                 | 1984              |
| Generalleutnant | Charles D. Franklin     | 1984                 | 1987              |
| Generalleutnant | James E. Thompson Jr.   | 1987                 | 1991              |
| Generalleutnant | James H. Johnson Jr.    | 1991                 | 1993              |
| Generalleutnant | John P. Otjen           | 1993                 | 1995              |
| Generalleutnant | Guy A. J. LaBoa         | 1995                 | 1997              |
| Generalleutnant | George A. Fisher Jr.    | 1997                 | 1999              |
| Generalleutnant | John M. Riggs           | 1999                 | 2001              |
| Generalleutnant | Joseph R. Inge          | 2001                 | 2004              |
| Generalleutnant | Russel L. Honoré        | 2004                 | 2008              |
| Generalleutnant | Thomas G. Miller        | 2008                 | 2011              |
| Generalleutnant | John Michael Bednarek   | 2011                 | 2013              |
| Generalmajor    | Kevin R. Wendel         | 2013 (kommissarisch) |                   |
| Generalleutnant | Michael S. Tucker       | 2013                 | 2016              |
| Generalleutnant | Stephen M. Twitty       | 2016                 | 2018              |
| Generalmajor    | Erik C. Peterson        | 2018 (kommissarisch) |                   |
| Generalleutnant | Thomas S. James Jr.     | 2018                 | 2021              |
| Generalleutnant | Antonio Aguto           | 2021                 | 2022              |
| Generalmajor    | Mark H. Landes          | 2022 (kommissarisch) | 2024              |
| Generalmajor    | William A. Ryan III     | 2024 (kommissarisch) | 2024              |
| Generalleutnant | Mark H. Landes          | 2024                 | amtierend         |